# QEEG
QEEG staat voor kwantitatieve EEG en is een techniek om abnormale hersengolven snel te herkennen. Eerst wordt een EEG of hersenfilmpje gemaakt, daarna wordt dat vergeleken met het EEG van een grote normale groep. De visualisatie gaat door middel van hoofdkaarten die een kleurcode hebben. In meer technische taal: qEEG beoogt om met behulp van fourieranalyse EEGs in het frequentiedomein te beoordelen.

Na de uitvinding van elektro-encefalografie door de Duitse psychiater Hans Berger in 1924 bleef de interpretatie van een EEG ingewikkeld.  In 1932 paste G. Dietsch fourieranalyse toe op zeven EEG-opnames en werd zo de eerste onderzoeker van wat later kwantitatieve EEG werd genoemd.

QEEG wordt o.a. toegepast in de neurofeedback, waarbij het uitgangspunt is dat afwijkende hersengolven de oorzaak of uiting zijn van bepaalde psychologische klachten, en dat het verminderen van deze hersengolven de klachten vermindert.